# André Barreau
Pour les articles homonymes, voir Barreau (homonymie).
Paul André Barreau, né le 8 février 1918 à Bordeaux et mort à Bègles le 8 août 1992, est un peintre, photographe et tapissier français.

## Biographie

### Jeunesse, formation
Paul André Barreau, né à Bordeaux le 8 février 1918.
Fils aîné de Gaston Barreau et de Marcelle Hostein. Son père, chanteur d'opéra (baryton) se produisant sur les plus grandes scènes internationales, ses parents sont souvent absents, il est élevé par sa grand-mère et sa tante, dans la maison familiale de Bègles, sous l’œil bienveillant de son oncle Alphonse qui passe régulièrement les voir.
Sur les conseils de son oncle qui avait remarqué ses prédispositions pour le dessin, il entre à l’École des Beaux-Arts de Bordeaux en 1935, où il suit les cours de François-Maurice Roganeau, René Buthaud et Pierre-Albert Bégaud.
Il y rencontre, lors d’un cours d’Antiquité, le sculpteur Jean Fréour (1919-2010), qui deviendra un de ses meilleurs amis – il sera le parrain de deux de ses enfants – et avec qui il correspondra toute sa vie.
Avec Jean Fréour et son frère Paul, alors étudiant en médecine, il se plongera dans l'étude de l'Art Sacré et des classiques, et consacrera ses premiers travaux personnels à la peinture et la sculpture chrétienne. Profondément religieux, Jean et lui participaient aux offices matinaux avant de se rendre en cours.
Mobilisé en 1939, il est fait prisonnier en 1940 lors de la Bataille de France, et s'évade juste avant d'être envoyé en Allemagne. Il revient chez lui à Bègles dans la maison familiale où vivent sa grand-mère et sa tante. Il est démobilisé le 1er juillet 1940 et reprend ses études à l'École des Beaux-Arts.
En 1942 il est diplômé de l’École des Beaux-Arts de Bordeaux et termine second du concours de dessin derrière Pierre Théron.
Tout en exerçant le métier de Peintre d'Art Sacré, il exécute aussi des portraits, des maquettes de bateau et toutes sortes de commandes. Il rejoint la résistance dans le "Groupe Claude" à Léognan. C'est probablement à cette occasion qu'il fait la rencontre de Salvat Etchart (1924-1985), futur Prix Renaudot 1967, avec qui il liera également une amitié durable.
En 1944, il s'engage dans le Régiment Mixte étranger marocain pour participer à la libération du Front du Médoc. Blessé lors d'une opération de déminage, il est cité à l'ordre du régiment, et reçoit la Silver Star américaine.
À la fin de la guerre, il revient s'installer à Bègles, où il enchaîne les petites commandes de toutes sortes : portraits mondains, commandes d'églises (sculptures, retables...), décors de lieux publics. Il réalise notamment plusieurs décors de théâtre pour la Mairie de Talence (Théâtre Peixoto) entre 1950 et 1951, et exerce même comme maquettiste bateau, relieur, design de mobilier, tout en approfondissant sa réflexion et ses compositions en Art Chrétien, comme en témoigne sa correspondance abondante avec Jean Fréour reparti s'installer en Bretagne.
Il développe également une technique particulière de monotype lui permettant de réaliser de grands formats de grande qualité.
Il expose lors de deux expositions d'Art Chrétien, à Bordeaux en 1947 et l'année suivante à Nantes, mais l’accueil mitigé de la critique à propos de ces expositions le déçoit énormément et le dissuade de renouveler l'expérience.
Il n'exposera plus jusqu'en 1984, à l'exception de deux tableaux (L'Annonciation & Sainte Cécile) lors d'une exposition collective Les Isopolistes, à l'Athénée Municipal de Bordeaux, en 1955 au cours de laquelle il rencontre et se lie d'amitié avec le peintre Louis Teyssandier, avec qui il partage la même passion pour les écrits de la Bible et du bouddhisme.

### Les Tricots Saint-Joseph, du jersey à la tapisserie de haute lice.
En 1952, il rentre comme styliste pour les Tricots Saint-Joseph, dirigés par Étienne de Naurois, implantés à Gradignan sur l'emplacement du moulin de Cazeau. Unique dessinateur dans un premier temps, puis à la tête du bureau de dessins de l'entreprise, il introduira des motifs géométriques et des associations de couleurs dans le catalogue des tissus imprimés. En 1956, la SARL des Naurois devient société anonyme et passe au stade industriel ; son siège social passe à Gradignan en 1960 et l'entreprise reçoit l'oscar de l'innovation deux ans plus tard.
Son apport contribuera directement à l'essor et la renommée mondiale des Tricots Saint-Joseph qui s'exportèrent à travers l'Europe jusqu'aux États-Unis et au Japon, devenant un temps le leader européen et même mondial du jersey. Il y travaillera jusqu'en 1975, un an avant dépôt de bilan de l'entreprise minée par de mauvais choix financiers et la concurrence des marchés asiatiques.
En 1952 également, sa rencontre avec le philosophe Lanza Del Vasto marquera un tournant dans son œuvre tant au plan idéologique que technique.
S'éloignant du dogme ecclésiastique, tout en gardant une profonde foi catholique, il adopte les préceptes de la lutte non violente de Gandhi, étudie la philosophie bouddhiste, et rejoint Lanza Del Vasto dans son mouvement de l'Arche. Il y côtoie, entre autres, l'émailleur Raymond Mirande. Il anime un temps une cellule de réflexion de l'Arche à Bordeaux, avant de s'en éloigner à la suite de divergences de vues, notamment à propos de la guerre d'Algérie.
Concernant son travail artistique, il se lance pleinement dans la tapisserie, projet qu'il mûrissait depuis une visite des Gobelins en 1950. Il construit alors plusieurs métiers à tisser avant de réaliser, en 1961, dans son atelier, un grand métier à tisser de haute-lice de 3,5 m de haut ; il travaillait assis sur un banc coulissant avec une crémaillère, à l'envers, et surveillait l'avancée de son travail sur un miroir.
De 1950 à 1985, il réalisera de nombreuses tapisseries inspirées à la fois par la religion catholique, la philosophie bouddhiste, la poésie japonaise, le geste, l'espace ou encore les arts martiaux. Elles se caractérisent toutes par l'importance du symbolisme et par le choix des matériaux et de leur couleur. Il s'approvisionnait en laines à la Maison Martin du marché des Grands Hommes ou bien auprès de bergers pyrénéens : la polychromie prend une place importante à partir des années 1970, et les aplats sont en fait du pointillisme. Il varie les épaisseurs de laine et utilise même le vide.
Il épouse son amie d'enfance Françoise Guerry le 10 mars 1969 avec qui il vivait depuis une quinzaine d'années.
En 1985, pressé par plusieurs de ses amis, il décide d'exposer pour la première fois ses tapisseries, du 10 au 22 mai 1985, à la Salle de la Renaissance du Vieux Bordeaux. Cette fois-ci, la critique et le public furent unanimes pour reconnaître la qualité et l'originalité de son travail. En 1990, Le Phénix est exposé pendant un mois dans le salon de la préfecture avec les travaux des Meilleurs Ouvriers de France.
Touche à tout, passionné de photographie depuis longtemps, il dispose d'une véritable banque d'images : on retrouve dans ses tapisseries et ses tissus des motifs géométriques ou des détails naturalistes qu'il a photographiés : il travaille les agencements de formes et les effets de lumière. Passionné de navigation sur la Garonne (il a construit en 1956 une sorte de felouque égyptienne qu'il a nommée l'Albatros), il est inspiré par la venue des voiliers à Bordeaux. L'agencement des poutrelles métalliques de la tour Eiffel se retrouvera dans le motif du tissu Tyr de Saint-Joseph.
Il réalise et développe dans son laboratoire également de nombreux portraits noir et blanc, notamment de son entourage ou de personnalités : ses collègues de travail, le personnel de la direction, Entre 1970 et 1972, il enquête sur les lieux fréquentés par François Mauriac : ses photographies seront éditées en 1985.
Usé par la maladie, il travaillera la tapisserie, le dessin et le monotype jusqu'à la fin de sa vie. 
Il meurt le 8 août 1992 à la clinique du Becquet à Bègles.
En avril 1998, une exposition-rétrospective lui est consacrée à Bordeaux avec l'exposition de quelques tapisseries : "Les tapisseries oubliées d'André Barreau"  lors de Septemvir, 25e édition du Salon organisé par l'Association pour la Défense et la Promotion des Arts en Aquitaine.
La première biographie consacrée à la vie et l’œuvre d'André Barreau est éditée par l'expert Eric le Blay en 2018 ("Trames de vie", éditions Bassus), également à l'origine de la première grande rétrospective qui lui est consacrée en septembre de la même année au Musée Georges de Sonneville et au Prieuré de Cayac, à Gradignan. Cette exposition remporta un grand succès, nombreux sont ceux qui se souvenaient, ou avaient entendu parler, des Établissements Saint-Joseph et beaucoup découvrirent alors l'étendue du talent d'André Barreau.
Pionnier de la tapisserie contemporaine, ses premiers travaux datent du début des années 1950, "J'ai choisi ce type de métier pour la liberté et la beauté du geste. Et puis cette harpe de fils est musicale. On attend des sons... Sans doute sont-ils intérieurs !"
Artiste total, André Barreau concevait et réalisait lui-même ses tapisseries, contrairement à beaucoup d'artistes qui ne concevaient que les cartons mais laissaient à d'autres le soin de tisser (Jean Lurçat, Jean Picart le Doux, Le Corbusier, Alexander Calder, Nicolas de Staël, Serge Poliakoff, Charles Lapicque, Alfred Manessier, André Brasilier, Dom Robert...)
Il mettait dans le choix des couleurs et des matériaux employés (en général différents types de laine, mais aussi d'autres fibres tel que du crin de cheval ou l'acrylique) autant de minutie que dans ses travaux préparatoires qui prenaient parfois plusieurs années, explorant différents supports (dessins, lavis, monotypes, photographie) avant le carton définitif.
Son œuvre autant en peinture, dessin, monotypes que tapisserie est marquée par une profonde réflexion philosophique et artistique, et une exploration constante des différentes techniques.

## Œuvres

### Tapisseries
- 1962 : La Chrysalide (Vierge Chrysalide, 230 × 140 cm)
- 1963 : Les oiseaux du déluge (230 x 200 cm)
- 1975 : Rythmes (230 × 135 cm), Médée (230 × 140 cm)
- 1976 : Cuivres et percussion (230 × 140 cm)
- 1977 : Clameur d’Adam (230 × 140 cm)
- 1978 : Surface-Espace (230 × 140 cm), Argo (230 × 140 cm)
- 1979 : La Porte Magique (230 × 140 cm), Exode (230 × 135 cm), Palme Céleste (230 × 135 cm)
- 1980 : Fleurs de Lumière (230 × 140 cm), La Cascade (230 × 135 cm), Le Temps (paravent, 230 × 140 cm)
- 1981 : La Genèse (230 × 140 cm), Ô Samothrace (230 × 135 cm), Thésée (230 × 135 cm), Le Phénix (230 × 135 cm)
- 1982 : le Héron Blanc (230 × 140 cm), Litanies Eoliennes (202 × 126 cm)
- 1983 : Le Mandra du Sabre (230 × 140 cm), Le Sabre (230 × 140 cm), L'Arc (230 × 140 cm)
- 1985 : Le silence, le son, l'écho (230 × 140 cm)
- 1986 : Le tracé du Sabre (230 × 140 cm)
- 1987 : Alléluia (135 × 230 cm)
- 1988 : Source mystique (118 × 58 cm)
- 1990 : Courants telluriques (148 × 230 cm)
- 1991 : L'Apocalypse (230 × 140 cm)

### Sculptures
- 1954 : Christ en croix, sculpture suspension en bois et rehauts polychromes, église de Saint Ciers d'Abzac.
- 1955 : Christ, sculpture en fer forgé, église Saint-Maurice de Bègles (disparu)
- 1960 : lutrin à décor d'aigle, sculpture en fer forgé, église Saint-Pierre.

### Vitraux
- 1962 : église Saint Pierre de Bègles, vitraux de Saint Joseph, la Pèche Miraculeuse, l'Annonciation, l'Arbre de Jessé...

### Photographies
- 1985 : figures de François Mauriac, Trigeaud-Lalanne, Françoise (textes) ; Barreau, Paul-André (photos). Édité par Imprimerie Biscaye (1985)

## Expositions
- 1947 (peintures) : Exposition d'Art Chrétien, exposition collective, Bordeaux, avril 1947
- 1948 (peintures) : Exposition d'Art Sacré, exposition collective, Nantes, 28 juin au 20 juillet 1948
- 1955 (peintures) : Les Isopolistes, exposition collective, Athénée Municipal Bordeaux.
- 1972 (photographies) : La vie et à l’œuvre de François MAURIAC, exposition dans les locaux de la S.E.M.A.E.C. (actuelle maison des associations), Mairie de Créteil du 4 au 26 juin 1972
- 1985 (tapisseries) : André Barreau, tapisseries de hautes-lisses, Salle de la Renaissance du vieux Bordeaux, Bordeaux du 10 au 22 mai 1985
- 1998 (tapisseries) : Les tapisseries oubliées d'André Barreau (Hommage posthume), Septemvir 25e édition, Bordeaux, avril 1988
- 2018 : Tissures et Textures, Site de Cayac, Gradignan, du 31 août au 30 septembre.

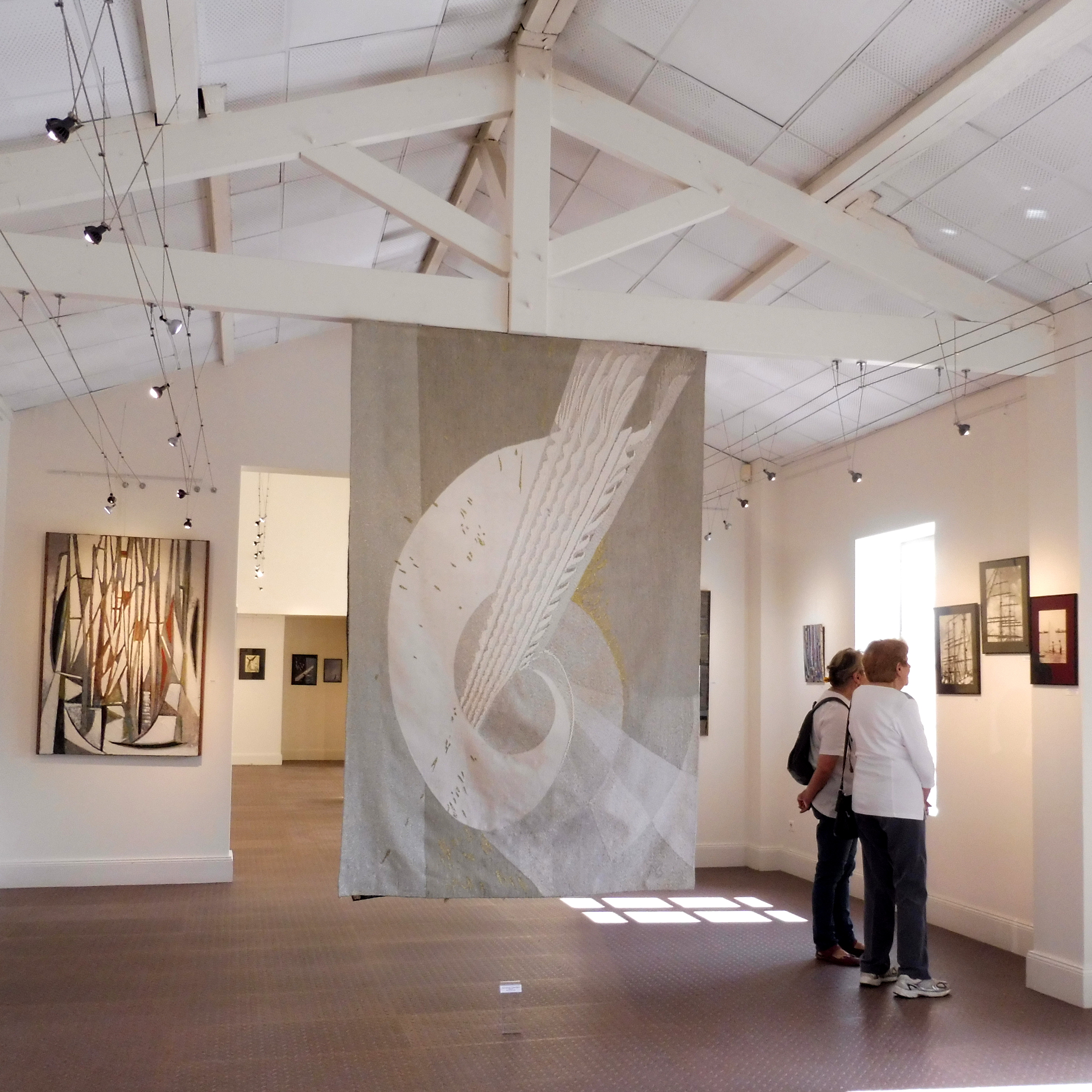
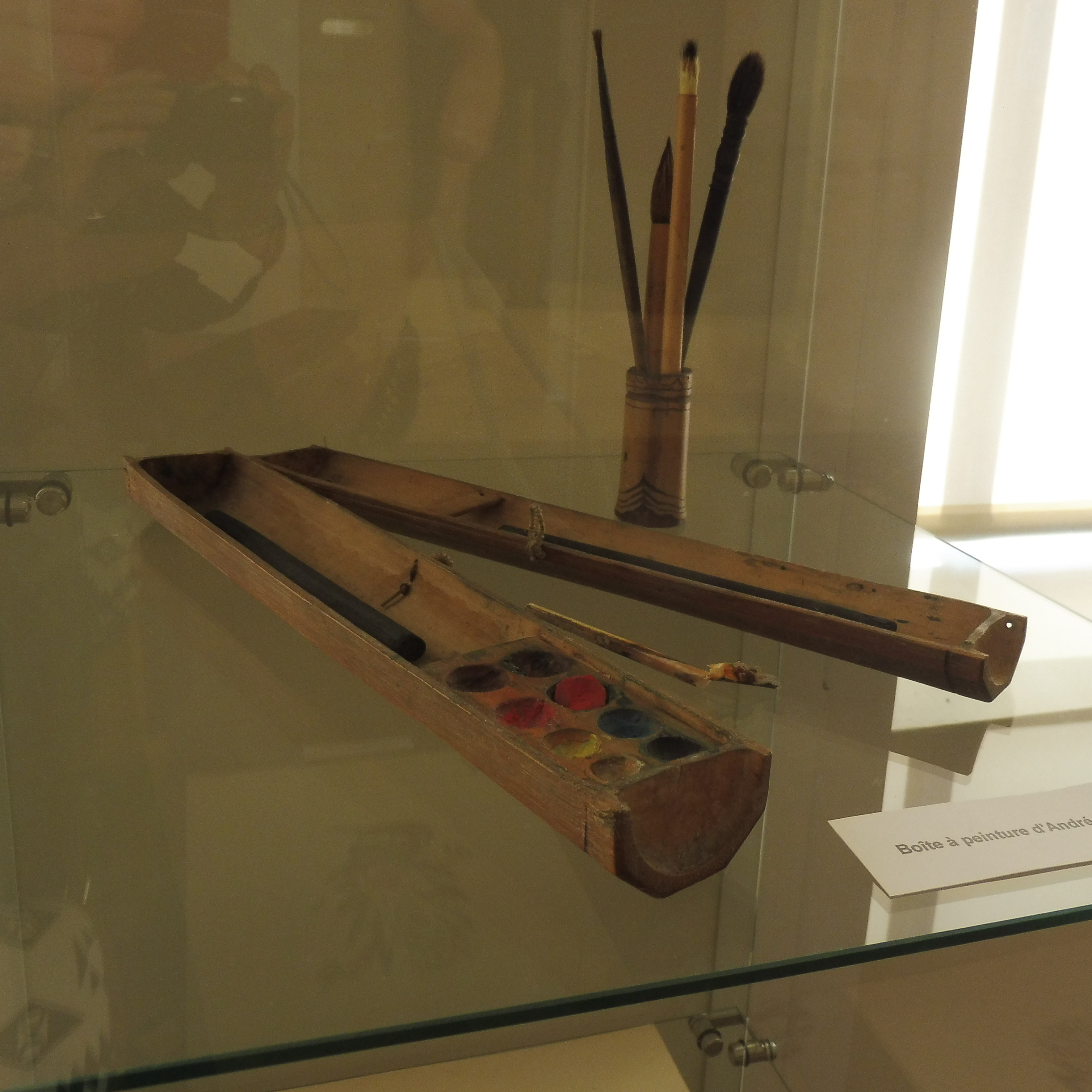
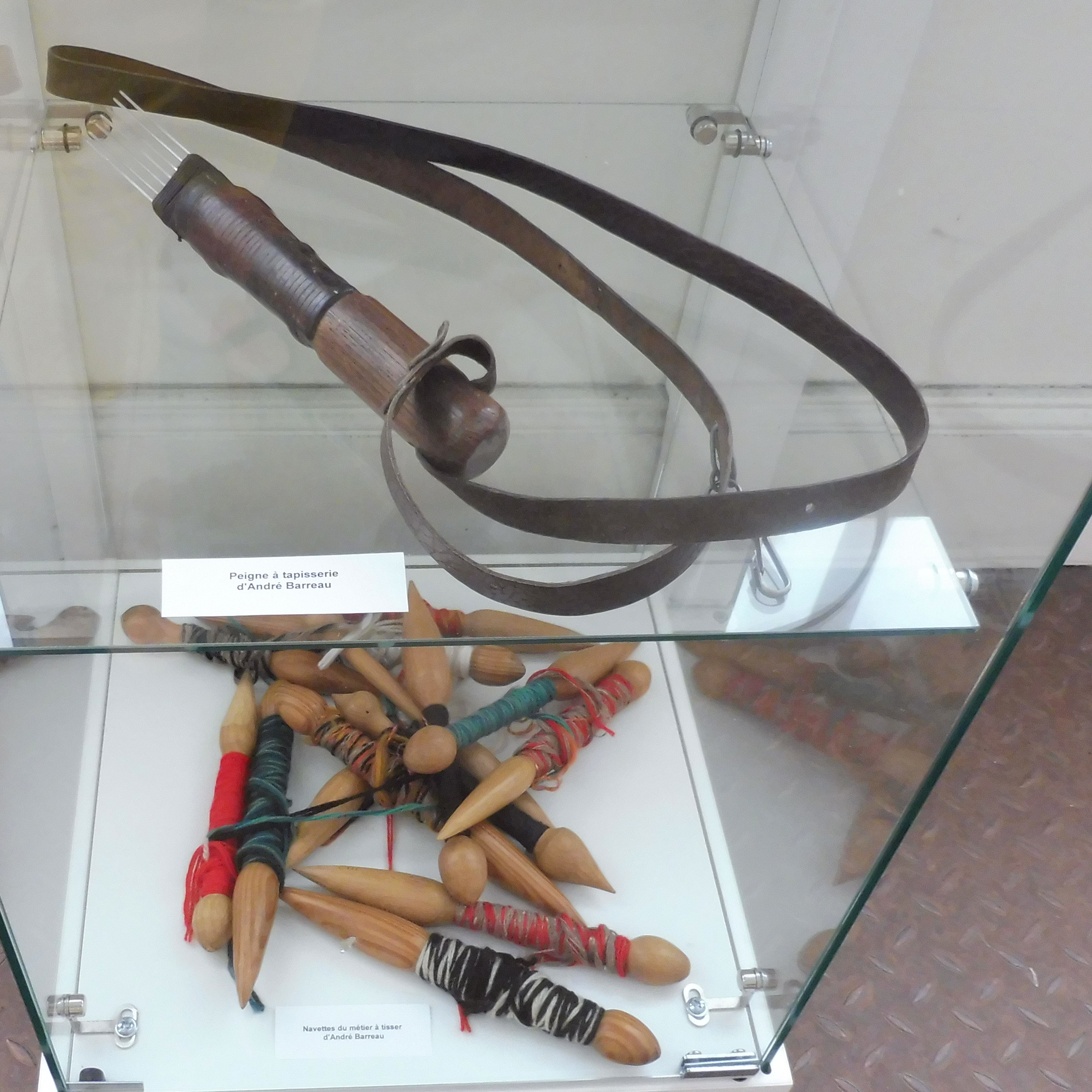
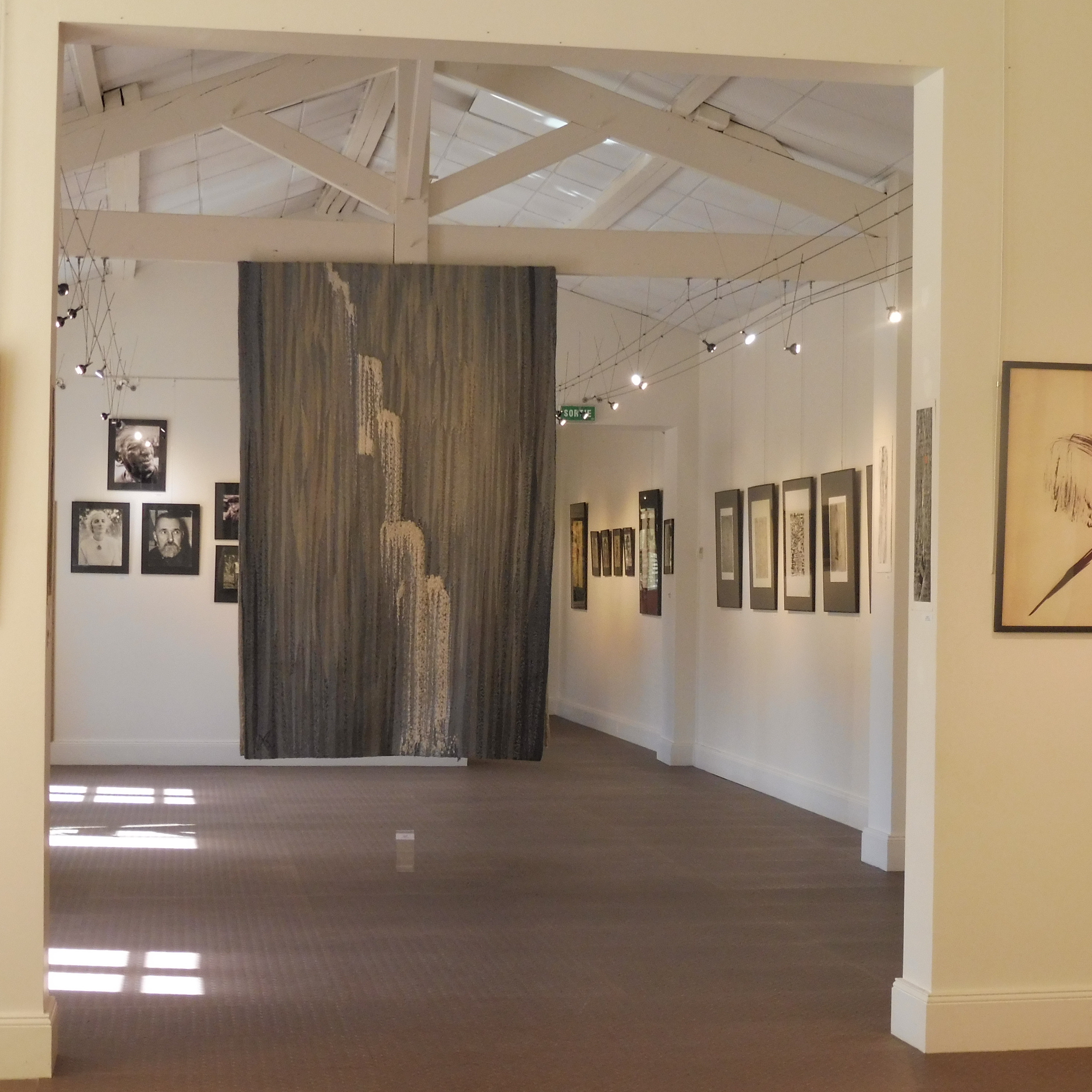
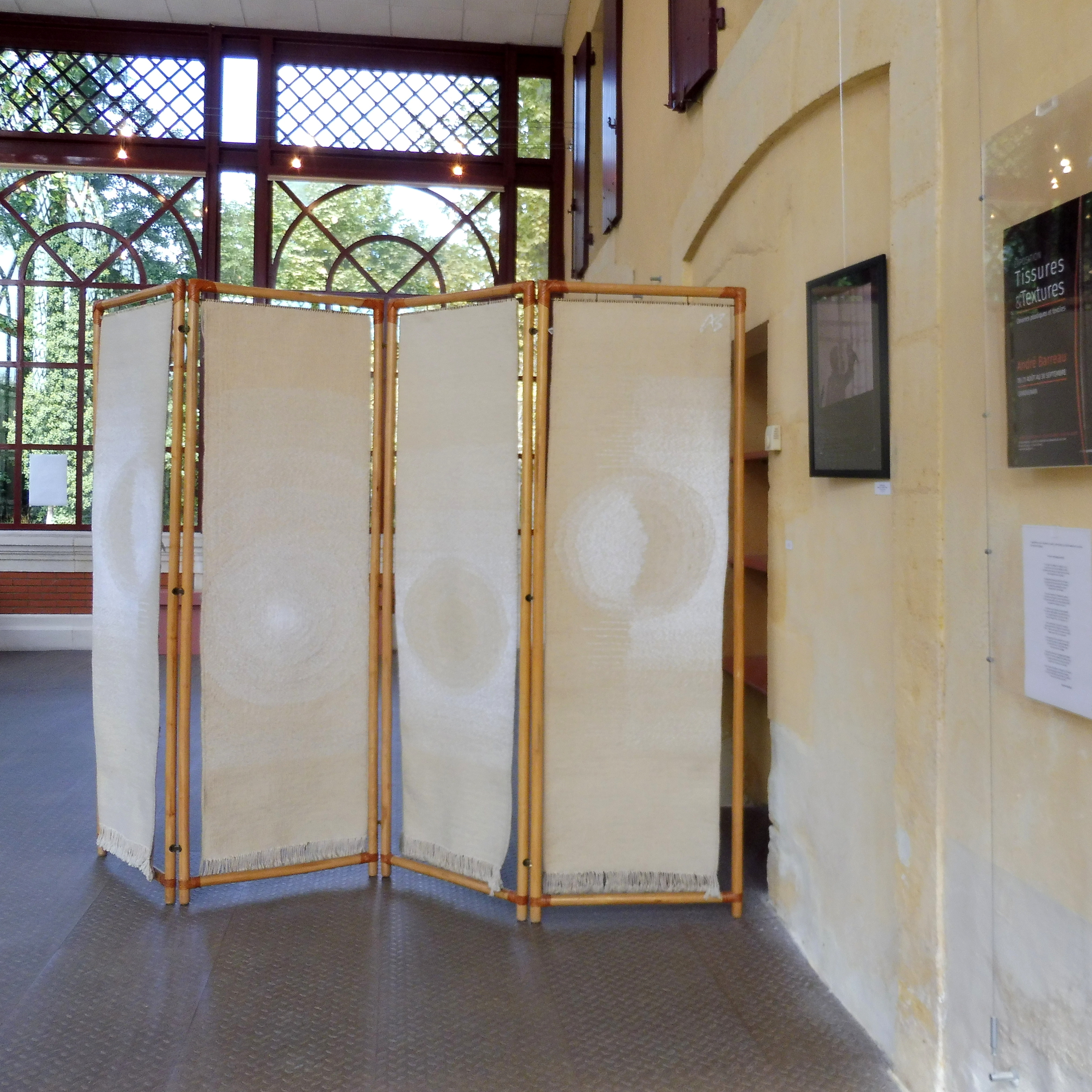